# Adri van Male
 Adrianus „Adri“ van Male  (* 7. Oktober 1910 in Philippine; † 11. Oktober 1990 in Rotterdam) war ein niederländischer Fußballtorhüter. Er nahm an den Fußball-Weltmeisterschaften 1934 und 1938 teil.

## Karriere
Van Male verbrachte seine gesamte Spielerkarriere bei Feyenoord Rotterdam. Er bestritt 221 Ligaspiele, in denen er zwei Tore, eines per Elfmeter und eines als direkt verwandelter Abstoß, erzielte. Mit Feyenoord gewann er 1936, 1938 und 1940 die niederländische Meisterschaft sowie 1930 und 1935 den KNVB-Pokal.
In der Zeit von 1932 bis 1940 absolvierte van Male 15 Länderspiele im Tor der niederländischen Nationalmannschaft. Er stand im niederländischen Kader für die Weltmeisterschaft 1934 in Italien, wurde jedoch nicht eingesetzt. Bei der Weltmeisterschaft 1938 in Frankreich kam er im Achtelfinalspiel gegen die Tschechoslowakei zum Einsatz. Eine Knieverletzung, die er sich im Länderspiel gegen Belgien am 21. April 1940 zuzog, beendete abrupt seine Spielerkarriere.